# The Unfaithful Servant
The Unfaithful Servant o Unfaithful Servant è una canzone scritta da Robbie Robertson che venne inizialmente pubblicata dai The Band nel loro album omonimo del 1969. Venne anche incisa come singolo del lato b di Rag Mama Rag. È apparsa inoltre in diversi album da compilation e dal vivo della Band.

## Il brano
Il testo di The Unfaithful Servant è incentrato sulla storia di un domestico che offende la padrona di casa e per questo viene licenziato.  Il cantante, il cui ruolo nel brano è ambiguo, sembra rivolgere simpatia nei confronti del servitore. Secondo Jason Schneider, il cantante è "un amico consenzioso che viene in aiuto del domestico". Nick DeRiso è dell'idea invece che possa trattarsi di "un'offerta di congedo del padrone per avere la mano della figlia, dopo che si è rivelata la loro imbarazzante relazione".  Come altre canzoni dell'album The Band, i personaggi sembrano provenire dagli Stati Uniti meridionali. Il critico musicale Barney Hoskyns descrisse l'ambientazione del sud come tipica di una commedia di Tennessee Williams.  David Hatch e Stephen Millward definiscono le emozione predominanti come un tutt'uno di "pentimento, più che di incriminazione."  Robertson rivelò nel 1971 che "non è legittimo comporre un brano di questo tipo perché ci troviamo nella posizione in cui sosteniamo che non ci dovrebbero essere disparità tra le persone.  In questo momento ci sentiamo tutti sullo stesso livello, per questo scrivere questa canzone l'ho visto come una specie di gioco".
Secondo Peter Aaron, autore di The Band FAQ, la canzone utilizza una "strana e discendente progressione armonica" che è più simile al jazz che alle altre musiche della Band.  Hoskyns analogamente riconosce alla canzone la sua dissimilitudine dal genere rock 'n' roll. Il critico jazz Ralph J. Gleason affermò che la canzone sembrava composta dal pianista jazz Bill Evans.  Peter Aaron notò anche delle somiglianze con le tradizionali ballate inglesi.
La voce del bassista Rick Danko viene lodata da Hoskyns come "mistura di timidezza e rimpianto".  DeRiso la definisce "una pronta e forse più interessante" interpretazione vocale di Danko rispetto a quella di It Makes No Difference, che è invece spesso considerata la migliore.  La strumentazione è formata da Robertson alla chitarra acustica, Levon Helm alla batteria e Richard Manuel al pianoforte.   DeRiso osserva come i lavori di pianoforte e chitarra, rispettivamente di Manuel e Robertson, appaiano come in contrapposizione. Se da una parte il pianoforte di Manuel suona come "riflessivo", dall'altra parte dalla chitarra di Robertson traspare "ferma decisione": questo contrasto alimenta la complessità del brano. Nel secondo verso si aggiungono Garth Hudson, con il sassofono soprano, e il produttore John Simon con la tuba. Per DeRiso, il loro inserimento arricchisce di emozioni la canzone "a causa di una serie di lamenti addolorati". La presenza degli assoli di chitarra e sassofono di Robertson e Hudson rendono insolita l'esecuzione del brano per la Band.

## Composizione e registrazione
Robertson compose The Unfaithful Servant durante un viaggio alle Hawaii in compagnia di John Simon, appena prima di incidere l'album The Band.
La versione ufficialmente pubblicata della canzone utilizza la voce di Danko registrata nella prima traccia.  Il cantante è stato richiamato almeno 30-40 volte a registrare, prima che il gruppo decidesse di usare solo la prima incisione. Il produttore Simon ammise che il suono "lamentoso" del corno, che suscitò involontari reazioni di commenti favorevoli, era l'unica melodia che lui ed Hudson erano in grado di eseguire.

## Accoglienza
Aaron giudica The Unfaithful Servant come una delle migliori canzoni della Band. Il biografo della Band Cliff Harris rivela che "in soli quattro minuti e diciassette secondi, il brano aveva presentato una storia degna di Faulkner o Hemingway". Per DeRiso si tratta di "una meraviglia di straziante onestà".  C. Michael Bailey nell'aprile del 2012 per All about Jazz scrisse che le canzoni The Unfaithful Servant and The Weight rappresentavano l'archetipo biblico americano "forse meglio che in altre locazioni della popular music"  Nicholas Oliver reputò in The Rough Guide to Rock che "gli avvincenti racconti" di The Unfaithful Servant, The Night They Drove Old Dixie Down e King Harvest (Has Surely Come) rappresentassero i "picchi creativi" di Robertson. Nella sua autobiografia, Elvis Costello identificò The Unfaithful Servant come la sua canzone preferita.
Simon Leng, biografo di George Harrison, trova nei primi due album di The Band significative influenze nella partitura degli assoli del chitarrista dei Beatles, incentrate in particolare in The Unfaithful Servant. Per Leng, un buon numero di elementi si riscontrano in molte prove di assoli di Harrison, tra cui "il ritmo medio, la tensione del secondo motivo e l'eccentrica struttura degli accordi" oltre che all'esecuzione vocale appassionata, che sembra essere inserita a malapena nell'estensione del cantante, e il "dolce e rattristato arrangiamento del corno".  Leng nota anche come lo stile della chitarra e l'animo "riverente" della canzone si ritrovino pure nelle successive canzoni di Harrison.
The Unfaithful Servant venne inclusa in diverse compilation della Band come To Kingdom Come: The Definitive Collection del 1989, Across the Great Divide del 1994 e A Musical History, datato 2005.

## Formazione
- Rick Danko – voce, basso elettrico
- Levon Helm – voce di accompagnamento, batteria
- Richard Manuel – pianoforte
- Robbie Robertson – chitarra acustica
- Garth Hudson – sassofono soprano
- John Simon – tuba

## Versioni dal vivo
The Unfaithful Servant veniva frequentemente eseguita nei concerti della Band, apparendo nell'album dal vivo Rock of Ages.  Hoskyns ritiene sia dovuto al fatto che "non aveva soltanto la funzione di vetrina di esibizione per Rick [Danko] come interprete di ballate, ma permetteva a Robertson di mostrare la sua notevole tecnica nei suoi assoli che facevano venire i brividi". La canzone venne suonata dal vivo all'Accademia di musica di New York nel 1971; fu tale esibizione che uscì nell'album Rock of Ages. Allen Toussaint registrò le parti aggiuntive del corno per queste performance.  Nonostante i musicisti che accompagnavano la band aveva collaborato con artisti come Count Basie, Ray Charles, Elvin Jones e Charles Mingus, Garth Hudson continuò a suonare l'assolo di sassofono da sé.  Ciò che più attrasse l'attenzione nelle versioni live del brano fu la chitarra di Robertson.  Per le performance dal vivo, Robertson suonò la chitarra elettrica, invece di quella acustica della versione dell'album The Band.  DeRiso disse che il risultato voluto da Robertson doveva essere "sempre più inserito all'interno della severità e del senso del dovere che accompagna il narratore".  Hoskyns riporta l'assolo di Rock of Ages come uno dei migliori dieci mai registrati.  DeRiso elogia pure l'esecuzione vocale di Danko, capace di trattenere l'insopportabile dolore dell'allontanamento del caro servitore di cui parla la canzone".  Gleason conclude similmente che questa si tratta "di una calorosa e movimentata versione fuori dalla norma di una squisita canzone, accompagnata dai migliori contributi vocali di Danko, forse i suoi migliori mai eseguiti."
Altri album live contenenti The Unfaithful Servant sono Live at the Academy of Music 1971, concerto su cui si basa Rock of Ages, pubblicato nel 2013, e The Night They Drove Old Dixie Town: Radio Broadcast 1970, uscito nel 2016.